# Kazuhiko Tokuno
Kazuhiko Tokuno (en japonés: 徳野 和彦, Tokuno Kazuhiko, Iyo, 1 de mayo de 1974) es un deportista japonés que compitió en judo.
Ganó dos medallas en el Campeonato Mundial de Judo, plata en 1999 y bronce en 2001, y una medalla de oro en el Campeonato Asiático de Judo de 1995. En los Juegos Asiáticos de 1998 consiguió una medalla de oro en la categoría de –60 kg.

## Palmarés internacional
| Campeonato Mundial  | Campeonato Mundial       | Campeonato Mundial | Campeonato Mundial |
| Año                 | Lugar                    | Medalla            | Categoría          |
| ------------------- | ------------------------ | ------------------ | ------------------ |
| 1999                | Birmingham (Reino Unido) | Medalla de plata   | –60 kg             |
| 2001                | Múnich (Alemania)        | Medalla de bronce  | –60 kg             |
| Juegos Asiáticos    |                          |                    |                    |
| Año                 | Lugar                    | Medalla            | Categoría          |
| 1998                | Bangkok (Tailandia)      | Medalla de oro     | –60 kg             |
| Campeonato Asiático |                          |                    |                    |
| Año                 | Lugar                    | Medalla            | Categoría          |
| 1995                | Nueva Delhi (India)      | Medalla de oro     | –60 kg             |